# Kiełczygłów (gemeente)
De gemeente Kiełczygłów is een landgemeente in het Poolse woiwodschap Łódź, in powiat Pajęczański.
De zetel van de gemeente is in Kiełczygłów.
Op 30 juni 2004 telde de gemeente 4374 inwoners.

## Oppervlakte gegevens
In 2002 bedroeg de totale oppervlakte van gemeente Kiełczygłów 90,01 km², waarvan:
- agrarisch gebied: 72%
- bossen: 17%

De gemeente beslaat 11,19% van de totale oppervlakte van de powiat.

## Demografie
Stand op 30 juni 2004:
| Omschrijving                   | Totaal | Totaal | Vrouwen | Vrouwen | Mannen | Mannen |
| ------------------------------ | ------ | ------ | ------- | ------- | ------ | ------ |
| eenheid                        | aantal | %      | aantal  | %       | aantal | %      |
| inwoners                       | 4374   | 100    | 2182    | 49,9    | 2192   | 50,1   |
| bevolkingsdichtheid (inw./km²) | 48,6   | 48,6   | 24,2    | 24,2    | 24,4   | 24,4   |

In 2002 bedroeg het gemiddelde inkomen per inwoner 1182,34 zł.

## Administratieve plaatsen (sołectwo)
Brutus, Chorzew, Dąbrowa, Dryganek Duży, Glina Mała, Gumnisko, Huta, Kiełczygłów, Kiełczygłówek, Kolonia Chorzew, Obrów, Osina Mała, Skoczylasy, Studzienica.

## Overige plaatsen
Beresie Małe, Beresie Duże, Chruścińskie, Dryganek Mały, Glina Duża, Jaworznica, Kolonia Kiełczygłów, Kule, Kuszyna, Lipie, Ławiana, Okupniki, Osina Duża, Otok, Pierzyny Duże, Pierzyny Małe, Podrwinów, Tuchań, Wyręba.

## Aangrenzende gemeenten
Osjaków, Pajęczno, Rusiec, Rząśnia, Siemkowice